# Une évidence
 (mai 2020).
Une évidence est le septième roman d’Agnès Martin-Lugand, paru le 21 mars 2019 aux éditions Michel Lafon.

## Synopsis
À Rouen, Reine élève seule son fils Noé, dix-sept ans. Célibataire, la jeune femme est cependant très entourée par sa famille et par son meilleur ami, Paul, photographe de talent qui est aussi son associé. Lorsqu’un projet professionnel conduit Reine à Saint-Malo, elle ignore que les fantômes du passé vont resurgir.

## Éditions internationales
L'ouvrage est édité à l'international sous le titre A Foregone Conclusion :
- Pays-Bas : Xander Uitgevers
- Tchéquie : Motto
- Russie : Corpus
- Bulgarie : ERA (en)
- Roumanie : Editura trei
- Chine : Red Dot Publishing